# Кубок виклику Азії (молодіжні збірні) — 2014
Кубок виклику Азії (молодіжні збірні) — 2014 (англ. 2014 IIHF U20 Challenge Cup of Asia) — спортивне змагання з хокею із шайбою, 3-й розіграш Кубку виклику Азії серед молоді, що проводиться під егідою Міжнародної федерації хокею із шайбою (ІІХФ). Турнір відбувався з 4 по 7 серпня 2014 року у Росії.

## Підсумкова таблиця та результати
| М | Збірна         | М | В | ВО | ПО | П | Ш       | О | Росія | Казахстан | Японія | Південна Корея |
| - | -------------- | - | - | -- | -- | - | ------- | - | ----- | --------- | ------ | -------------- |
|   | Червоні Зірки  | 3 | 3 | 0  | 0  | 0 | 23 : 4  | 9 |       | 3:1       | 8:3    | 12:0           |
|   | Казахстан      | 3 | 2 | 0  | 0  | 1 | 9 : 7   | 6 | 1:3   |           | 4:2    | 4:2            |
|   | Японія         | 3 | 1 | 0  | 0  | 2 | 13 : 14 | 3 | 3:8   | 2:4       |        | 8:2            |
| 4 | Південна Корея | 3 | 0 | 0  | 0  | 3 | 4 : 26  | 0 | 0:12  | 2:4       | 2:8    |                |